# 二角小煤炱
二角小煤炱（学名：Meliola bicornis）是属于小煤炱目小煤炱科小煤炱属的一种真菌，寄生在蝶形花科植物上。该种分布于中国、几内亚、巴西、巴拿马、乌干达、牙买加、厄瓜多尔、印度、印 度尼西亚、加纳、多米尼加、刚果、苏里南、委内瑞拉，波多黎各、南非、洪都拉斯、哥斯达黎加、菲律宾、越南、喀麦隆、塞拉利昂等地。